# Amarante masqué
Lagonosticta larvata
Espèce
Statut de conservation UICN

 LC  : Préoccupation mineure
L’Amarante masqué (Lagonosticta larvata) est une espèce de passereaux appartenant à la famille des Estrildidae.

## Répartition  et sous-espèces
D'après la classification de référence (version 5.2, 2015) du Congrès ornithologique international, cette espèce est constituée des trois sous-espèces suivantes (ordre phylogénique) :
- Lagonosticta larvata larvata (Rüppell, 1840) ; présente dans l'est du Soudan et en Éthiopie ;
- Lagonosticta larvata vinacea (Hartlaub, 1857) ; du Sénégal et de la Gambie, à l'ouest du Mali et à la Guinée ;
- Lagonosticta larvata nigricollis Heuglin, 1863 ; du centre et du sud du Mali au Soudan et à l'Ouganda.

La sous-espèce L. l. vinacea a été considérée comme une espèce à part entière par le Congrès ornithologique international de 2007 à 2009.